# 6169 Sashakrot
6169 Sashakrot eller 1981 EX4 är en asteroid i huvudbältet som upptäcktes den 2 mars 1981 av den amerikanska astronomen Schelte J. Bus vid Siding Spring-observatoriet. Den är uppkallad efter Aleksandr Krot.
Asteroiden har en diameter på ungefär 10 kilometer.